# Leucaspis vitis
Leucaspis vitis är en insektsart som beskrevs av Takahashi 1935. Leucaspis vitis ingår i släktet Leucaspis och familjen pansarsköldlöss.
Artens utbredningsområde är Taiwan. Inga underarter finns listade i Catalogue of Life.